# Municipi

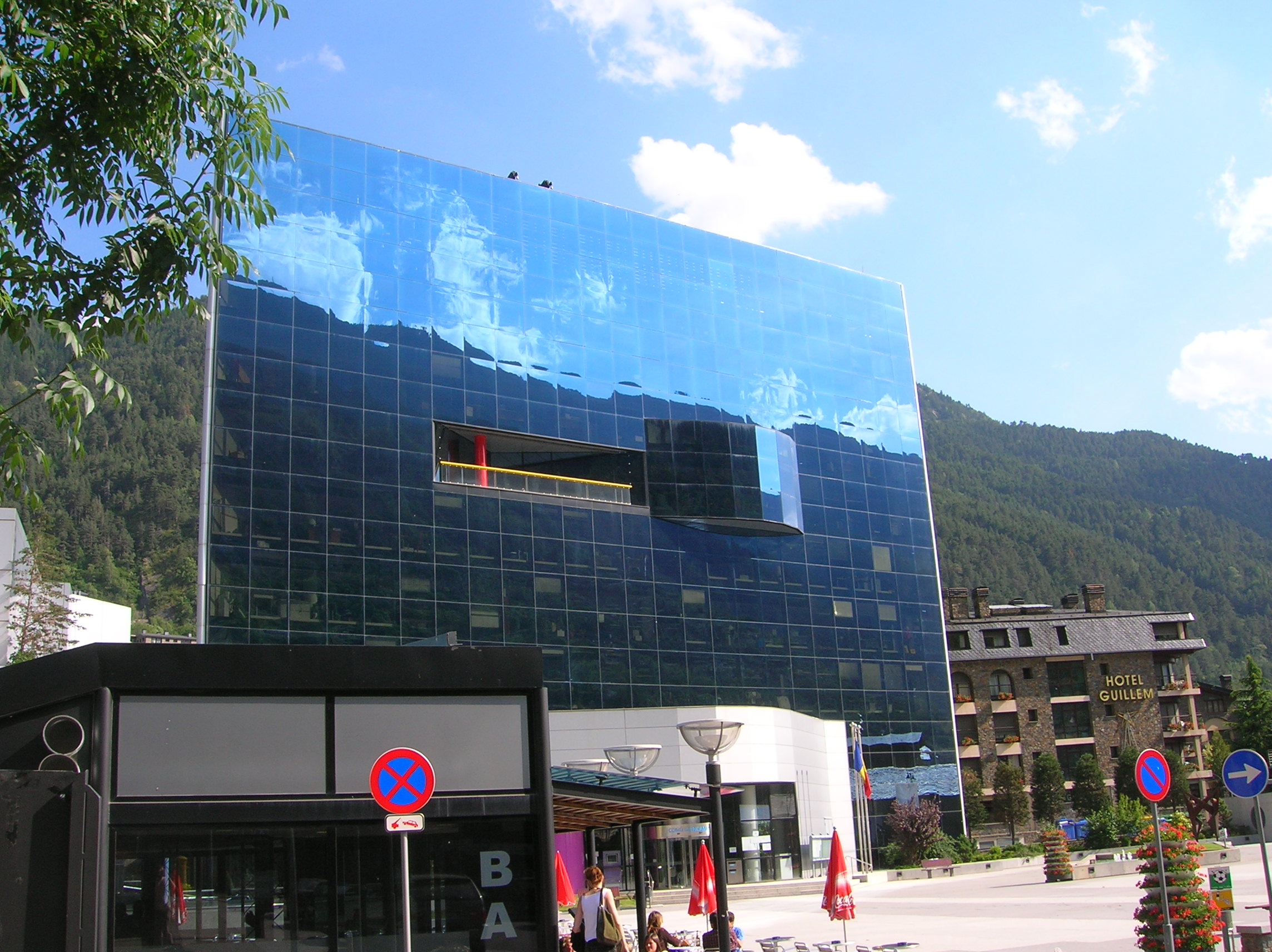
Edifici del Comú d'Encamp, dissenyat el 1988 per Roberto Suso i Vergara. Acull l'administració de la parròquia.

Un municipi és una entitat bàsica de l'organització territorial d'un estat i via de participació ciutadana en els assumptes públics, que institucionalitza i gestiona amb autonomia els interessos de la col·lectivitat corresponent, dintre el terme o el territori sotmès a la jurisdicció d’un ajuntament.
Un municipi està format per tres elements. En primer lloc, es tracta d'un territori, el terme municipal, àmbit territorial on l'ajuntament exerceix les seves competències. Per altra banda, té una població, el conjunt de veïns o habitants, persones residents en el municipi, segons consta al padró municipal d'habitants. Finalment, compta amb una administració municipal, l'ajuntament, organització política-administrativa formada per un conjunt de persones i béns ordenats per a la consecució dels objectius que es proposen.
El municipi gaudeix d'autonomia, té personalitat jurídica i plena capacitat per a l'exercici de les funcions públiques que té encomanades, per representar els interessos de la col·lectivitat respectiva i per gestionar els serveis públics, la titularitat dels quals assumeix.

## Concepte
La paraula municipi deriva del municipium llatí, A la República Romana, el municipium era la ciutat dominada per Roma i obligada a certes contribucions, però que no participava dels drets polítics de l’urbs. A partir del 90 aC es concedí la ciutadania als aliats itàlics i el règim municipal s’estengué a les ciutats federades. Ja amb l'Imperi Romà es fusionaren els municipis i les colònies sota el nom comú d'universitates, però el poder central augmentà la pressió. Tanmateix amb la concessió de la ciutadania romana a tots els habitants de l’Imperi (212 dC), les ciutats tingueren un senat propi (cúria romana), que nomenava els magistrats.
A l’edat mitjana, el municipi designà la seu de reunió dels òrgans representatius i també l’edifici públic característic dels centres urbans medievals.
Actualment, municipi pot ser qualsevol jurisdicció política, des d'un estat sobirà com el Principat de Mònaco, a un petit poble com West Hampton Dunes a Nova York o Senan a la Conca de Barberà.
La doctrina francesa sorgida a partir de la Revolució del 1789 considerava el caràcter natural dels municipis, com una persona social, una comunitat d'interessos, anteriors a l'existència de l'Estat, que només havia de limitar-se a reconèixer i protegir aquesta realitat. Altres ordenaments europeus com els d'Anglaterra o Alemanya optaren per destacar el caràcter legal del municipi. La distribució del poder entre els diferents ens públics és una decisió del legislador i, per tant, amb aquest criteri, el que hi hagi una comunitat humana en un territori no resulta un element suficient, sinó que formalment el municipi és una entitat territorial creada per llei, com a part integrant de l'organització territorial de l'Estat.
A l'estat espanyol, per les influències de la doctrina francesa, la normativa del règim local dels segles XVIII i XIX es va inspirar les teories naturalistes franceses, tot i que al llarg del segle xx, igual que a la resta d'estats europeus es va optar per considerar els municipis com a ens de creació legal, amb el compliment de determinades funcions públiques.
Els municipis compleixen una doble funció d'autogovern i administració d'una col·lectivitat territorial identificada. Són una administració pública de caràcter territorial, amb personalitat jurídica pròpia i autonomia per a la gestió i també tenen un caràcter representatiu, en l'àmbit de participació ciutadana.
Les competències dels municipis van des de l'autonomia virtual fins a la completa subordinació a l'estat. Els municipis poden tenir el dret d'imposar impostos sobre la renda a les persones físiques i corporacions, l'impost sobre la propietat i l'impost sobre societats, però també poden rebre finançament substancial de l'estat. En alguns països europeus, com Alemanya, els municipis tenen el dret constitucional de proveir serveis públics a través d'empreses d'utilitat pública de titularitat municipal.

## Història als Països Catalans

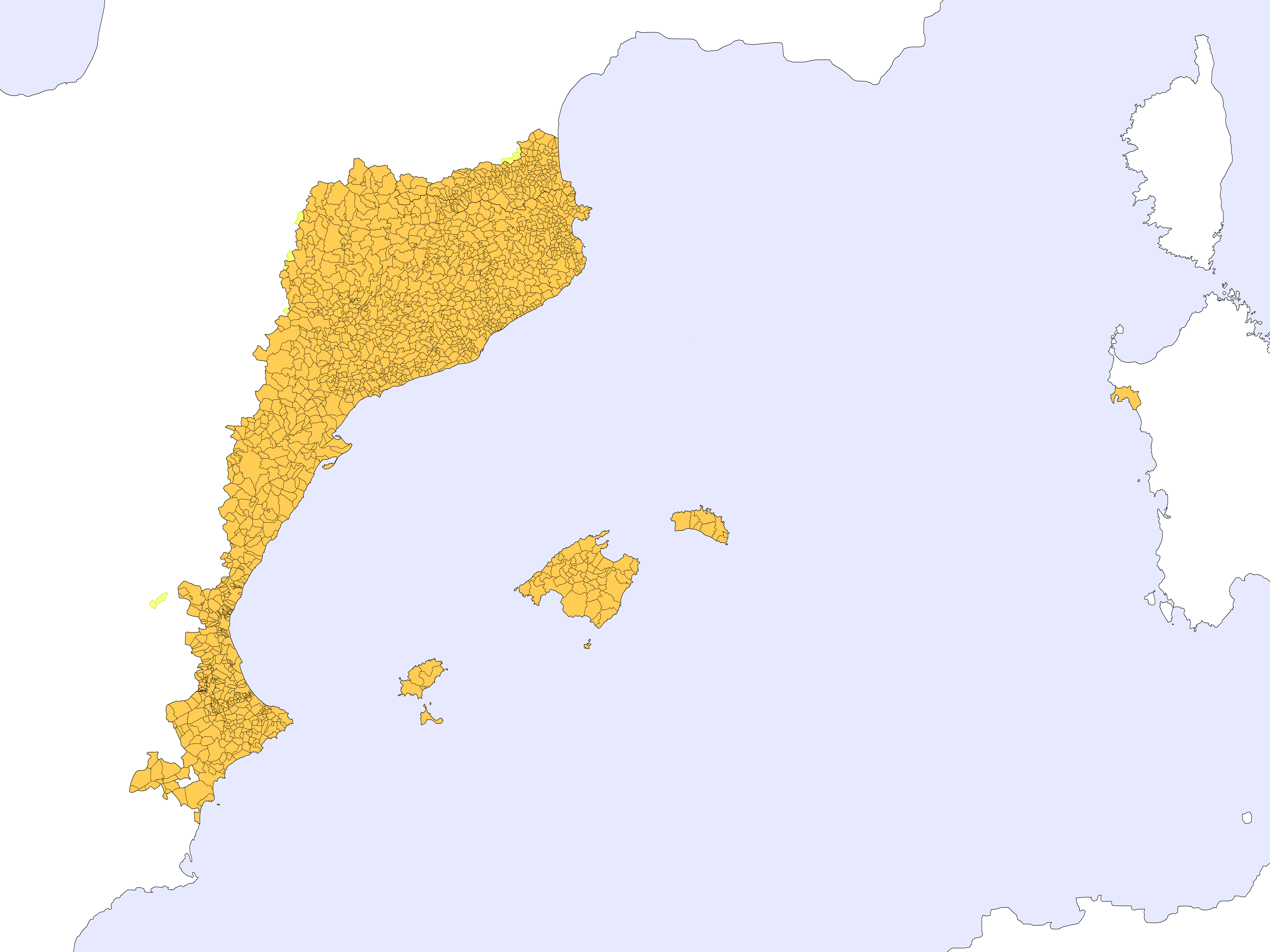
Municipis dels territoris de parla catalana

A l'antiga Roma, un municipium era una ciutat lliure que era governada amb les seves pròpies lleis, tot i que els seus ciutadans gaudien del drets de la ciutadania romana. S'utilitza de vegades com sinònim la paraula de «municipalitat» que a l'origen significa qualitat de municipal.
A l’edat mitjana, la paraula municipi designà la seu de reunió dels òrgans representatius i també l’edifici públic característic dels centres urbans medievals, sense tenir relació amb les antigues municipalitats de l’època hispanoromana. El rei Jaume el Conqueridor, a mitjans del segle XIII, establí el Consell de Cent com a òrgan de govern municipal. Aquest model fou imitat en altres localitats reals, però també senyorials. Cap a mitjan segle XIV ja afectava viles i poblats rurals d'arreu dels Països Catalans. La representació de la comunitat local radicava en els veïns (universitat) i era articulada per un cos orgànic integrat per magistrats (cònsols, paers, jurats), un cos d’assessors (consellers) i l’assemblea general de la població o bé de la part major i més qualificada dels veïns (els prohoms). A Mallorca, es formava el Gran i General Consell de Mallorca. A viles i poblacions menors el model administratiu se simplificava amb una assemblea veïnal formada per un grup reduït de magistrats o consellers permanents. En tot cas, arreu era presidit per la figura del batlle (o veguer, paer en cap, i a València, el justícia). Aquests càrrecs eren renovats anualment a través d’un sistema d’elecció popular o indirecta, combinat amb el nomenament dels successors per part dels cessant. L’àmbit de competència eren reflectides en les Ordinacions i cobria funcions de policia urbana i rural, vigilància de costums públics, règim laboral, serveis comunals, mercats i fires, proveïments, urbanisme, etc. També les autoritats formaven el tribunal ordinari de la ciutat (cort del batlle o veguer), amb plenes facultats judicials i convocaven, quan calia, les milícies ciutadanes —sometents o sagramentals—. Amb l'arribada de la dinastia Trastàmara, sobretot amb Ferran el Catòlic introduí reformes en l'àmbit municipal que reforçaren l’autoritat reial i s'establí o la reformà el sistema insaculatori dels càrrecs municipals.
L’any 1659, Catalunya Nord va ser separada de Catalunya pel tractat del Pirineus.
La victòria militar de Felip V sobre les tropes catalanes i la capitulació de la ciutat de Barcelona l'11 de setembre de 1714, produí que immediatament, el dia següent, fos suprimida la Diputació del General, juntament amb el Consell de Cent de Barcelona i el Braç de la noblesa i els seus béns decomissats. Pel Decret de Nova Planta l’organització dels municipis de Catalunya passà a ser una imatge dels ajuntaments castellans. L’àmplia autonomia del sistema municipal, que havia constituït un dels exponents principals de la sobirania catalana des de l’edat mitjana, ara es perdé i seguí un model uniformista i centralitzador.
Per altra banda, la revolució francesa abolí les subdivisions feudals de l'antic règim i creà els municipis (fr: commune en francès), districtes i departaments.
Els municipis actuals a l'Estat espanyol es constituïren, utilitzant el nom d'«ajuntament», a partir del 1812, quan es desplegaren les disposicions emanades de la Constitució de Cadis, de manera que amb anterioritat a aquesta data, no es pot parlar pròpiament de l'existència dels municipis, amb el concepte actual d'aquest ens administratiu. El règim constitucional del segle XIX establí una ordenació municipal uniforme per a tot l’Estat espanyol, sense cap diferència.
Els nous municipis tenen el seu origen amb un senyoriu (o baronia), un terme parroquial, una vila nova, o podia tractar-se d'un territori sota jurisdicció d'un monestir... Aquesta és la base de la gran majoria de municipis catalans. En els països ocupats per França es va imposar aquesta reforma administrativa. Mentre que en altres països crearen estructures semblants per reemplaçar els senyors locals hereditaris de l'antic règim amb consells elegits o per funcionaris nomenats pel govern central.
En un primer moment es crearen molts ajuntaments, fins a l'extrem de formar-se'n amb només dos caps de casa (dos electors i elegibles per al càrrec d'alcalde, per tant), que devien agrupar al voltant de 10 habitants. És el cas de l'ajuntament d'Enrens i Trepadús, a l'Alta Ribagorça (actualment terme de Tremp, al Pallars Jussà. En anys posteriors al 1812, s'intentà reorganitzar i racionalitzar, creant-se les províncies i els partits judicials. El 1845 es promulgà una llei municipal que limitava a 30 caps de casa el mínim per poder tenir ajuntament propi, i, d'aquesta manera, els ajuntaments més petits d'aquest nombre s'hagueren d'agrupar a un de més gran, o bé ajuntar-se entre ells per a tenir el mínim de ciutadans electors i elegibles per als càrrecs. Calia ser cap de casa contribuent amb una renda mínima per a poder ser considerat veí (els esmentats electors i elegibles); la resta de la família i els caps de família de rendes més petites no eren considerats veïns i no podien votar ni ser elegits per a cap mena de càrrec.
A la fi, als Països Catalans, històricament era utilitzat el nom de comú, comuna o universitat però amb els decrets de Nova Planta, aquestes denominacions van ésser substituïdes per municipi. Amb l'excepció d'Andorra, on ha perdurat el nom de comú, especialment per a designar la corporació local (vegeu comuns d'Andorra), i a la Catalunya Nord, on comuna s'empra principalment per a referir-se al territori administrat per la corporació local  i l’administració d’una parròquia. En canvi, els municipis dels Països Catalans que formen part d'Espanya venen regulats per la Llei Reguladora de les Bases del Règim local i, al seu torn, també per legislació autonòmica corresponent, com la Llei Municipal i de Règim Local de Catalunya, o la Llei de Règim Local al País Valencià.
Cal no confondre el concepte municipi amb els de ciutat, vila, poble, etcètera. En l'actualitat, a causa de les reordenacions territorials dels dos darrers segles, algunes viles, antigament amb municipi propi, han estat afegides a termes municipals més amplis, i n'han passat a ser el cap municipal, o a dependre de ciutats o altres viles, habitualment de més importància en el seu territori. Tanmateix, en ser el títol de vila actualment més honorífic que no pas pràctic, aquestes viles no han perdut mai la seva categoria, encara que en alguns casos hom les anomeni ex-viles.